# فرآیند لایه‌گذاری پاششی فایبرگلاس
لایه گذاری پاششی همچنین به عنوان روش خرد کردن در ایجاد اشیا فایبرگلاس با پاشیدن رشته های کوتاه شیشه از یک تفنگ بادی شناخته می شود. این روش اغلب در مواقعی که یک سمت محصول نهایی دیده نمی شود یا مقادیر زیادی از محصول باید ارزان و سریع ، بدون توجه به مقاومت ، ساخته شوند  ، مورد استفاده قرار می گیرد.  سپرهای کوروت و دینگی های قایقی عموماً به این روش ساخته می شوند.
این روش با فرآیند لایه گذاری دستی بسیار متفاوت می باشد. از عوامل بروز تفاوت ، کاربرد الیاف و مواد رزینی در قالب می باشد. پاشش ، یک فرآیند ساخت کامپوزیت با قالب باز است که در آن رزین و تقویت کننده ها بر روی قالبی که مجددا قابل استفاده می باشد ، پاشیده می شوند. رزین و شیشه ممکن است به صورت "خرد شده" ، جداگانه یا هم زمان با هم ، در یک جریان ترکیبی از تفنگ خردکن اعمال می شوند. کارگران ، لایه چینی پاششی را برای فشرده سازی چند لایه ، گسترده می کنند. سپس ممکن است چوب ، کف یا سایر مواد هسته ای اضافه شود و یک لایه پاششی ثانویه هسته را بین چند لایه ها جاسازی می کند. سپس قطعه بهبود یافته ( از لحاظ چقرمگی و سختی) ، خنک شده و از قالب خارج می شود.

## کاربردها
کاربردها شامل ساخت قطعات سفارشی در مقدار حجم کم تا متوسط است. وان ها ، استخرها ، بدنه قایق ها ، مخازن ذخیره سازی ، تجهیزات رسیدگی به مجاری و هوا، و اجزای اثاثه ی خانه، از جمله کاربردهای تجاری و بازرگانی این فرآیند است.

## مواد اولیه
ماده تقویت کننده بنیادی برای این فرآیند ، الیاف شیشه رشته ای است که به طول ۱۰ تا ۴۰ میلی متر خرد می شوند و سپس بر روی قالب اعمال می شود. برای خواص مکانیکی بهبودیافته ، ترکیبی از پارچه و لایه های فیبر خرد شده استفاده می شود. متداول ترین نوع ماده ، شیشه ی E است ، اما رشته های کربن و کولار می توانند استفاده شوند. حصیر رشته ای پیوسته ، پارچه و انواع مختلف مواد اصلی هر زمان که لازم باشد با دست جاسازی می شوند. کسر وزنی ماده تقویت کننده در این فرآیند ، به طور معمول ۲۰ تا ۴۰ درصد از وزن کل قطعه می باشد. متداول ترین سیستم رزینی مورد استفاده برای فرآیند لایه گذاری پاششی ،هدف عمومی یا پلی استر DCDP است. پلی استر های ایزوفتالیک و رزین های وینیل استر نیز گاهی اوقات استفاده می شوند. رزین های واکنش سریع با فرصت کاربری ۳۰ تا ۴۰ دقیقه عادی هستند. این رزین غالبا حاوی مقدار قابل توجهی پرکننده است. متداولترین مواد پرکننده کربنات کلسیم و تری هیدرات آلومینیوم می باشند . در سیستم های رزینی پر شده ، مواد پرکننده جایگزین برخی از تقویت کننده ها می شوند. ۵ تا ۲۵ درصد ماده پرکننده از طریق وزن استفاده می شود.
 